# Биндгеймит
Биндгеймит ((Pb,Ca)2-xSb25+6-7 · nH2O) — минерал класса окислов,надгруппы пирохлора группы стибиконита . Назван по имени немецкого химика Иоганна Якоба Биндгейма, который впервые проанализировал этот минерал из Николаевского рудника (Нерчинский район), хотя и не определили в нем сурьмы; сурьма была установлена при повторном анализе Пфаффом.
Синонимы: Стибиогаленит, блейниерит, моффразит, блюмит, пфаффит, сурьмяно-свинцовый шпат, вёльхит.

## Характерные выделения
Землистые или плотные скопления, нередко опаловидные, иногда корочки, желваки и почковидные агрегаты с концентрической слоистостью.

## Характеристики минерала

### Структура и морфология кристаллов
Кубическая сингония. Пространственная группа — Fd3m. Параметры ячейки a0 от 1,039 до 1,05 нм; низкие значения a0 свойственны биндгеймиту, в котором Pb частично замещен на Ca. Искусственный Pb2Sb2O7 имеет a a0 = 1,068 нм, Ca2Sb2O7 — 1,03 нм; Z = 8. Структура типа пирохлора, изоструктурен со стибиконитом.

### Физические свойства
Спайность не наблюдается. Излом раковистый. Твердость 4—4,5. Удельный вес 4,6—5,6. Цвет желтый, желтовато-зеленый, зеленый, коричневый, красновато-коричневый, серый, белый. Блеск смоляной, у землистых разностей тусклый. Непрозрачен до просвечивающего.

### Микроскопическая характеристика
В шлифах в проходящем свете желтый или буроватый разных оттенков. Большей частью изотропен, иногда аномально анизотропен. n = 1,83—1,93. В отраженном свете серый. Отражательная способность 9%. Внутренние рефлексы серые, желтовато-бурые.

### Химический состав и свойства
Состав биндгеймита непостоянен, Ca может частично замещать Pb. Встречаются разновидности промежуточного состава между бндгеймитом и гидроромеитом, не содержащим Pb. Отмечаются примеси Ag (замещает Pb) и Bi. Содержание воды колеблется в широких пределах. Группы OH твердо не установлены. При обработке NHO3 биндгеймит разлагается с выделением окиси сурьмы; при действии HCl образуется осадок хлорида свинца. В закрытой трубке при нагревании выделяет воду и темнеет. Перед паяльной трубкой на угле дает металлический королек, при более длительном воздействии уголь покрывается налетом, содержащим окислы сурьмы и свинца.

## Нахождение
Распространенный минерал зоны окисления месторождений, в которых встречается гипогенные минералы свинца и сурьмы, главным образом буланжерит, джемсонит, цинкенит, буроинит. Биндгеймит иногда образует псевдоморфозы по этим минералам, а также по тетраэдриту, галениту и миметезиту. Большей частью биндгеймит тесно ассоциируется с различными вторичными минералами сурьмы и свинца, иногда с карбонатами и лимонитом, нередко образует смеси с этими минералами. В России обнаружен в ряде месторождений Забайкалья как продукт изменения буланжерита (район Нерчинска и Екатерининский рудник), миметезита (Екатерининский рудник); сопровождается хризоколлой, скородитом, лимонитом и другими гипергенными минералами. Образование биндгеймита по блеклой руде и галениту отмечено для Благодатного рудника на Урале. В месторождениях Оберцайринг (Австрия) образование биндгеймита связано с изменением бурнонита. В Камерата-Корнелло и в Горно (Италия) биндгеймит ассоциируется с флюоритом и различными карбонатами. В США в Блайнд Спрингхилл (Калифорния) в окисленных галенито-тетраэдритовых рудах биндгеймит наблюдается в ассоциации с англезитом, церусситом и другими вторичными свинцовыми минералами. Как продукт окисления джемсонита биндгеймит установлен в ряде мест Невады; на руднике Монтезума он образует крупные жилообразные скопления, сопровождается перусситом и гипсом. Характерен для окисленных руд в Кёр-д-Ален (Айдахо, США). В Зап. Австралии известен в Гордж-Харбор в ассоциации с церусситом, англезитом, каолинитом. Кроме того, наблюдается севернее Маунт-Айза (шт. Квинсленд, Австралия) в виде корок в мелких трещинах и пустотах, сопровождается малахитом и азуритом.

## Искусственное получение
Получен безводный аналог биндгеймита (со структурой пирохлора) состава Pb2Sb2O7.

## Разновидности
Ag-содержащий— коронгвит. Землистый порошковатый, иногда неяснопластинчатый. Твердость 2,5—3. Удельный вес 5,5. Цвет внешней части скоплений серовато-желтый, внутренний – более темный, со слабым смоляным блеском. Встречен в рудниках области Коронго (Анкаш, Перу).